# Championnats NACAC de cross-country
Les championnats NACAC de cross-country sont un championnat continental de cross-country réservés aux athlètes d'Amérique du Nord, d'Amérique centrale et des Caraïbes professionnels ou amateurs. La première édition s'est déroulée en 2005 à Clermont.

## Éditions
| Édition | Année | Site                                             | Lieu           | Pays              | Nombre d'athlètes | Nombre de nations |
| ------- | ----- | ------------------------------------------------ | -------------- | ----------------- | ----------------- | ----------------- |
| 1re     | 2005  | United States Triathlon National Training Center | Clermont       | États-Unis        |                   |                   |
| 2e      | 2006  | United States Triathlon National Training Center | Clermont       | États-Unis        |                   |                   |
| 3e      | 2007  | United States Triathlon National Training Center | Clermont       | États-Unis        | 170               | 16                |
| 4e      | 2008  | Disney's Wide World of Sports Complex            | Orlando        | États-Unis        |                   |                   |
| 5e      | 2009  | Chain of Lakes Park                              | Orlando        | États-Unis        |                   |                   |
| 7e      | 2010  | Mount Irvine Bay Golf Course                     | Mount Irvine   | Trinité-et-Tobago | 175               | 16                |
| 8e      | 2011  | Queen's Park Savannah                            | Port d'Espagne | Trinité-et-Tobago | 166               | 20                |